# پناهگاه دراشگفت
پناهگاه دراشگفت مربوط به دوران پارینه سنگی جدید و فراپارینه سنگی است و در شهرستان خرم‌آباد، بخش پاپی، دهستان سپیددشت، حد فاصل روستاهای دره انارون و دراشگفت، ۲۵۰۰ متری شرق روستای دراشگفت واقع شده و این اثر در تاریخ ۸ بهمن ۱۳۸۵ با شمارهٔ ثبت ۱۷۰۱۵ به عنوان یکی از آثار ملی ایران به ثبت رسیده است.